# Theuma microphthalma
Theuma microphthalma är en spindelart som beskrevs av Lawrence 1928. Theuma microphthalma ingår i släktet Theuma och familjen Prodidomidae.
Artens utbredningsområde är Namibia. Inga underarter finns listade i Catalogue of Life.